# Gianni Leali
Gianni Leali (Giovinazzo, 5 ottobre 1946) è un allenatore di calcio, preparatore atletico, scrittore e docente sportivo italiano, esperto in preparazione fisica per la disciplina sportiva del calcio, che insegna a livelli specialistici.

## Biografia
Inizia la carriera nel mondo dello sport conseguendo presso la Scuola Centrale dello Sport del CONI di Roma il diploma di Maestro di Sport. Consegue inoltre la laurea in giurisprudenza, il diploma di Allenatore professionista di Calcio di 1ª categoria e di Preparatore atletico professionista, questi ultimi rilasciati dal Settore Tecnico della FIGC, per cui lavorerà per tutto il corso della sua attività professionale.
Allena le squadre giovanili dell'A.C. Fiorentina dal 1969 al 1971, mentre è Docente di Calcio presso l'ISEF di Firenze dal 1973 al 1976.
Viene poi assunto dal Foggia, in Serie B, come preparatore atletico; rimane in carica dal 1977 al 1978. Nello stesso ruolo fa parte dello staff delle nazionali Under 21 e Under 23 della Lega Professionisti (1980-1984) e delle Nazionali Giovanili Under 16-17-18 della FIGC (1991-1993).
È inoltre selezionatore delle Rappresentative Giovanili del Comitato Regionale Puglia-FIGC dal 1976 al 1980), conseguendo altresì il titolo di Campioni d'Italia nel 1977; nel 1983 diviene responsabile del Settore giovanile dell'A.S. Bari, posizione che mantiene per dieci anni, Responsabile Tecnico Nazionale del CONI per i Centri di Avviamento allo Sport del Calcio (1994), Assessore allo Sport nella sua città natale nel 1991 nonché responsabile nazionale della Sezione per lo sviluppo tecnico nel calcio giovanile e scolastico presso il Settore Tecnico della FIGC a Coverciano-Firenze tra  il 1994 e il 2000.
È inoltre Docente di Teoria e metodologia dell'allenamento ai Corsi Allenatori Professionisti di calcio 1986-2005 e ai Corsi per preparatori atletici presso il Centro Tecnico di Coverciano dal 1991 fino al 1995; Coordinatore e Responsabile didattico della Scuola Allenatori di Coverciano della FIGC 1995-2005 e Redattore della rivista del Settore Tecnico della FIGC “Il Notiziario” (1980-2005).
Nel 1997 è direttore di gara per il calcio ai XIII Giochi del Mediterraneo a Bari e dal 2006 è docente di Teoria e metodi di valutazione motoria ed attitudinale presso la facoltà di Scienze delle attività motorie e sportive dell'Università degli Studi di Bari Aldo Moro.

## Opere
- L'allenamento e l'addestramento calcistico durante il periodo evolutivo, Ed. Società Stampa Sportiva, Roma, 1983
- Il portiere, Ed. Società Stampa Sportiva, Roma, 1985
- Esercizi per l'allenamento muscolare, Ed. Società Stampa Sportiva, Roma, 1986
- L'allenamento di condizione, Ed. Società Stampa Sportiva, Roma, 1986
- I difensori, Ed. Società Stampa Sportiva, Roma, 1987
- I centrocampisti, Ed. Società Stampa Sportiva, Roma, 1987
- Le punte, Ed. Società Stampa Sportiva, Roma, 1988
- La formazione del giovane calciatore, Ed. Società Stampa Sportiva, Roma, 1991
- L'allenamento sportivo, Ed. Nardini, Firenze, 1992
- Il calcio al femminile, Ed. Società Stampa Sportiva, Roma, 1996
- Calcio. Tecnica e tattica, Ed. Società Stampa Sportiva, Roma, 1998
- Il gioco del calcio, Ed. Società Stampa Sportiva, Roma, 1998
- L'evoluzione della tecnica di gioco, saggio pubblicato in Enciclopedia dello Sport Treccani, Calcio, 2002
- Le tecniche di allenamento, saggio pubblicato in Enciclopedia dello Sport Treccani, Calcio, 2002
- L'allenamento delle capacità fisiche nel calcio, Ed. Koala Libri, 2002